# Myrcia cerqueiria
Myrcia cerqueiria är en myrtenväxtart som först beskrevs av Franz Josef Niedenzu, och fick sitt nu gällande namn av E.Lucas och Marcos Sobral. Myrcia cerqueiria ingår i släktet Myrcia och familjen myrtenväxter. Inga underarter finns listade i Catalogue of Life.